# كارل هاينز كروغر
كارل هاينز كروغر (بالألمانية: Karl-Heinz Krüger)‏ (مواليد 25 ديسمبر 1953) هو ملاكم ألماني شرقي هندي، مثّل بلاده في الألعاب الأولمبية الصيفية 1980.

## روابط خارجية
كارل هاينز كروغر على موقع أوليمبيديا (الإنجليزية)